# John Mesnard
John Mesnard (também Meynard) DD (falecido em 26 de agosto de 1727) foi um cónego de Windsor de 1689 a 1727.

## Família
A sua esposa chamava-se Louisa, e eles tiveram três filhos:
- Mary Mesnard
- Susan Mesnard
- Peter Mesnard

## Carreira
Ele foi ministro da Igreja Reformada de Paris em Charenton por 16 anos antes de ir para a Inglaterra com William, Príncipe de Orange. Ele foi feito DD em Oxford.
Ele foi nomeado para a nona bancada da Capela de São Jorge, Castelo de Windsor em 1689, posição que ocupou até 1727.